# Gare de Cordes
La gare de Cordes est une gare ferroviaire française de la ligne de Carmaux à Vindrac, située sur le territoire de la commune de Cordes-sur-Ciel, dans le département du Tarn en région Occitanie.
Elle est mise en service en 1937 par la Compagnie des chemins de fer du Midi et du Canal latéral à la Garonne (Midi) et fermée moins de trois ans plus tard en 1939.

## Situation ferroviaire
Établie à  178 mètres d'altitude, la gare de Cordes est située au point kilométrique (PK) 450,307 de la ligne de Carmaux à Vindrac, entre les gares de Campes (fermée) et de Cordes - Vindrac.

## Histoire
La gare de Cordes est mise en service le 31 mai 1937 par la Compagnie des chemins de fer du Midi et du Canal latéral à la Garonne (Midi), lorsqu'elle ouvre à l'exploitation la ligne de Carmaux à Vindrac.

## Service ferroviaire
Gare fermée et désaffectée située sur une ligne déclassée.

## Patrimoine ferroviaire
Le bâtiment voyageurs avec sa halle accolée est toujours existant, mais la halle a été transformée. Après avoir été utilisé en centre de colonie de vacances par la SNCF, il est devenu l'un des bâtiments du collège « Val Cérou »